# Ferdinand von Wimpffen
Friederich (Frederik) Ferdinand Franz friherre von Wimpffen (31. marts 1805 i Lyksborg – 31. januar 1892 i Roskilde) var en dansk forstmand, bror til Carl von Wimpffen og far til Fanny Wimpffen.

## Karriere
Ferdinand von Wimpffen og hans mor var tysktalende, da de kom til Danmark i 1814 efter, at faderen var død ved en ulykke. De boede først i Nykøbing Falster og flyttede senere til Roskilde for at sønnerne kunne opdrages under deres morbroders, rektor S.N.J. Blochs, ledelse. Wimpffen blev dimitteret til Universitetet fra Roskilde Skole 1823 og tog tre år efter forsteksamen i Kiel. Han deltog derefter i skovreguleringsarbejder under overførster Georg Wilhelm Brüel og forestod senere som skovtaksator taksationsarbejder og planlægninger i stort omfang, ligesom han lagde plan for en række private skovdistrikter, bl.a. Svenstrup (1847-49).
Wimpffen blev 1841, efter en halv snes års virksomhed, bl.a. i Hertugdømmerne, chef for Rentekammerets forst- og jagtkontor. I 25 år beklædte Wimpffen denne stilling, der ofte gav ham en betydelig indflydelse, og virkede dernæst 1866-86 som overførster for de jyske statsskove; han døde i Roskilde 31. januar 1892. Wimpffen blev udnævnt til forst- og jagtjunker 1827 og året efter til kammerjunker; 1849 fik han titel af overførster, 1853 Ridder af Dannebrogordenen, 1856 blev han forstmester, 1867 kammerherre, 1876 Dannebrogsmand og 1885 Kommandør af Dannebrog af 2. grad. Wimpffen deltog livlig som taler og forfatter i forhandlinger om skovbruget, og som vikar besørgede han gentagne gange forstundervisningen; herfra stammer hans bog Skov-Taxationen (1836).

## Ægteskaber
Han blev gift 1. gang 14. april 1841 i Haderslev med Ida Sophie Elisabeth Frederikke Johannsen (23. november 1821 i Haderslev - 4. marts 1850 på Frederiksberg), datter af amtmand i Haderslev Amt, senere direktør for Overjustitskommissionen i Flensborg, gehejmekonferensråd Friedrich Johannsen og hustru.
2. gang ægtede han 18. oktober 1851 i Garnisons Kirke Cathrine Louise Sandholt (30. august 1829 i København - 28. januar 1853 på Frederiksberg), datter af afskediget kaptajnløjtnant, godsejer Claus Hendrik Munk Sandholt (1789-1848) og Cecilie Johanne Caroline Frederikke født Wivet (1802-1874).
Han er begravet på Frederiksberg Ældre Kirkegård.